# میساکی موموس
میساکی موموس (انگلیسی: Misaki Momose؛ زادهٔ ۶ مارس ۱۹۹۳) بازیگر، و شخصیت‌های تلویزیونی در ژاپن اهل ژاپن است.